# Bill Pritchard
Pour les articles homonymes, voir Pritchard.
Bill Pritchard, né le 20 mars 1964 à Lichfield (Staffordshire, Royaume-Uni), est un auteur-compositeur-interprète britannique, également instrumentiste (guitares, claviers), arrangeur musical et producteur.

## Biographie
Originaire des Midlands de l'Ouest, Bill Pritchard réside toujours dans la région natale près de Birmingham où il exerce la profession de professeur de français parallèlement à ses activités musicales. Il abhorre les paillettes du show-biz : « Face à l'envahissant fast-food musical actuel, on trouve encore, même en Angleterre, des artistes authentiques dont le seul but est de jouer la musique qu'ils aiment. […] Parmi ces purs, Bill Pritchard rencontré avant une session au New Morning. […] Aucune esbroufe ». C'est dans son garage, spécialement aménagé, qu'il s'adonne à sa recherche musicale : « J'écris tous les jours, car écrire c'est un boulot d'artisan. […] Je veux m'améliorer, être plus concis, être capable de dire en une phrase ce que j'aurais dit en une page, et ça, ça demande de la pratique ».

### Fan francophile
« Bill Pritchard est féru de francophonie », de son cinéma (la Nouvelle Vague, François Truffaut, La Belle et la Bête, Arletty, Leos Carax) et de sa littérature (Paul Verlaine, Jean Cocteau, Jean Genet, Albert Camus, Michel Tournier, Boris Vian, Françoise Sagan). Mais c'est en musique qu'il va s'exprimer. À ses débuts, on le compare à Momus, on lui trouve une parenté avec Donovan et Leonard Cohen, mais lui se sent plus proche de Tom Verlaine, est très impressionné par le chanteur du groupe The Stranglers et aime The Kinks. Sans parler de ses idoles de la chanson française dont on traitera plus longuement et qui seront l'une de ses sources d'inspiration. Serge Gainsbourg a dit de lui : « Nice voice, nice face… very good ».
Dans son pays, il est profondément marqué par des écrivains humanistes comme Alan Sillitoe, qu'il cite fréquemment, et dont plusieurs de ses œuvres ont été adaptées au cinéma, notamment Samedi soir, dimanche matin (Saturday Night and Sunday Morning) de Karel Reisz et La Solitude du coureur de fond (The Loneliness of the Long Distance Runner) de Tony Richardson. Il est également sensible à la poésie de Dylan Thomas et à l'univers absurde d'Edward Lee. Sans oublier Oscar Wilde et l'humour de Jerome K. Jerome. Mais il est aussi à l'écoute, par exemple, des œuvres de Rainer Maria Rilke et le cinéma de Jim Jarmusch.
Bill Pritchard explique ne jouer que la musique qu'il aime : « Je vends quelques centaines de disques, j'arrive à vivre de ma musique… Le tout c'est d'être honnête ». Son inspiration ? : « Simplicity is beauty. J'aime les chansons pop immédiates, pour moi, Mon amie la rose, c'est un classique ». « J'ai découvert Françoise Hardy à l'âge de 8 ans avec sa chanson J'suis d'accord. […] C'est à douze ans, que, la redécouvrant, je suis vraiment tombé sous le charme ». « Véronique Sanson, voilà de vrais artistes, dont la musique vient de l'intérieur ». Il ne jure que par celles-ci : « Françoise Hardy représente complètement les années 1960 avec des chansons comme Tous les garçons et les filles et Je vois le prisonnier » (il s'agit en fait de la chanson Où va la chance ?). « J'ai chez moi une bonne collection de disques de Françoise Hardy. […] Je préfère écouter le dernier Véronique Sanson que le dernier Cliff Richard ».

### 1986: premiers singles des temps futurs
Dès ses premiers enregistrements, Pritchard s'applique à dessiller les yeux de ses semblables, les gens humbles : « Mon père venait de Liverpool, il avait des origines assez dures. […] Ma mère est de Derby, avec des origines similaires. […] Elle n'est jamais sortie du pays de toute sa vie, mon frère non plus. […] Regardons les choses en face : le pays est en train de mourir de faim. […] Si vous n'avez pas de passé, vous créez un futur. […] Les gens s'appuient sur le passé glorieux. Je ne vois pas vraiment ce qu'il y a de glorieux dans l'Angleterre victorienne ou dans les années 1930, je ne vois pas très bien en quoi c'étaient des temps merveilleux… merveilleux pour quelques-uns peut-être. […] Nous n'avons jamais eu de révolution dans notre pays, ça c'est une différence importante avec d'autres pays, car la révolution fait le ménage ». « Dans la société, il faudrait que les gens soient considérés en fonction de ce qu'ils font et de ce qu'ils sont, non pour leur argent… […] Tout ce que je peux faire, c'est d'essayer de modifier l'attitude de certaines personnes par rapport à ça. Je ne suis pas Gandhi mais, de toute façon, chacun peut apporter sa contribution à une évolution ».
Dans sa chanson The Invisible State Pritchard distingue en Joséphine Baker, plus que dans la chanteuse, la femme qui s'en alla aux États-Unis pour défendre ses frères de couleur et milita avec Martin Luther King. Il voit aussi la « Mamma Baker » qui se ruina en adoptant une ribambelle d'orphelins et enfin celle qui, en avance sur son temps, combattit les préjugés en assumant courageusement sa vie de femme libérée :
| We all laugh while Josephine Baker looks on 'Cause she saw the Klan in the South, We are all shapeless forms Of the invisible state. | Nous rions tous pendant que Joséphine Baker fait le guet À cause du Klan dans le Sud, Nous sommes tous les formes informes De l'état invisible. |

À propos de The Invisible State, l'auteur ajoute : « C'est une chanson qui évoque ma peur de la société de masse qui renforce, en fait, la solitude des gens ».

### 1987: premier albumBill Pritchard
Premier LP. Huit chansons et un instrumental, suite du plaidoyer pour l'humanité. D'abord, prévenir les enfants de tout bourrage de crâne avec Black Souls Under White Skies, notamment contre l'endoctrinement institutionnel de certains organismes comme celui cité dans la chanson :
Le message de l'UCM,

Mensonge affiché dans une prison prétorienne,

Soif de pouvoir

Exploitant, d'heure en heure,

Chaque situation avec haine

Au nom du dieu de l'oppression.
Ensuite, revendications pour le droit à la différence avec Sheltered Life. Son militantisme est entièrement dévoué à la cause des autres. Il défend successivement l'humble acteur George Formby, l'homosexualité de Jean Cocteau, il soutient toujours la cause de Joséphine Baker et rend hommage au poète gallois Dylan Thomas.
Pritchard explore aussi l'univers du cinéma expressionniste teuton, ses études l'ayant conduit à Bonn. Il chante un triptyque imprégné de l'atmosphère urbaine des films de Murnau, Lang, Wenders et Fassbinder : White City, Arsenic and Old Lace, et Dimanche soir. Mais c'est quand même l'univers de Véronique Sanson qu'il préfère (Grey Parade) :
| Listless days, autumnal mists Of stilted lights and drunken fights Of floating sounds of moody lovers In Friedrich Strasse's grey parade, Listening to Véronique Sanson... | Brumes d'automne et jours monotones Aux lumières immobiles et pleins De bruits et fureurs d'amours déçues, Morne défilé dans la rue Friedrich, J'écoute Véronique Sanson... |

De cet album, Pritchard dit : « Je suis assez content de ce premier album mais le problème est qu'il a un son synthétique en raison de la personnalité du producteur Rod Beale ». « J'ai vraiment envie d'avoir le contrôle total, des textes à la pochette, comme Cocteau pouvait avoir le contrôle total sur ses œuvres ». « Cet album était triste et sans humour et le problème du manque d'humour est qu'il conduit à l'alcoolisme. Et je ne veux pas mourir ».

### Album 1988: un demi-million de sans-abri
En avril 1988, le journaliste Pascal Bertin demande à Bill Pritchard à quoi correspond le titre de son nouvel album :
 
— Half a Million, c'est un demi-million de quoi ? : « Cela vient du groupe activiste Shelter (en) qui s'occupe des défavorisés et qui donne le chiffre d'un demi-million de sans-abri en Angleterre. Cette phrase revient d'une façon ironique dans le refrain de l'une de mes chansons, Homelessness : It's ONLY half a million people ».
 
— Deviendrais-tu plus politisé ? : « Maintenant, mes textes abordent des sujets plus concrets qu'avant. Je me suis toujours senti concerné par les problèmes de société. La différence avec cet album est que j'en parle plus. Pour moi, Half a Million est plus beau, plus inspiré, plus personnel et plus Bill Pritchard que le premier ». « Ce disque reflète autant que possible ce que je suis vraiment. Pour le produire, je me suis inspiré de ce que faisait Charles Blackwell (en) (arrangeur musical) pour Françoise Hardy dans les années 60 ».
Plus inspiré, c'est peu dire alors qu'il propose, en épilogue de son album, un Déjeuner sur l'herbe très particulier : « Sans doute la plus belle chanson du disque » écrit Thierry Delcourt dans Paroles et Musique. Pritchard a une profonde horreur de toutes formes de manipulations, qu'elles soient politiques, sociales ou affectives. Il sait combien cela peut briser l'esprit, le corps et exacerber les plus bas instincts de l'âme humaine. Dénoncer ces manipulations fait partie de son combat. Cette scène qui renvoie au tableau éponyme et faussement bucolique d'Édouard Manet, révèle une manipulation affective dans un but financier. Il dit lui-même que cette chanson est difficile à défendre.
Pritchard synthétise la compromission vécue à la petite semaine et l'éternelle exploitation de l'homme par l'homme. Le « Pascal » de la chanson ne fait pas qu'exploiter son domaine viticole, pour lui, Nathalie est un « pied de vigne » qu'il vendange et exploite à loisir tout en prétextant ses propres difficultés :
| Nathalie has to work A painfully green efficiency clerk To keep Pascal in wine Though he complains the whole of the time To the man with the secretive smile, In the Déjeuner sur l'herbe. | Nathalie doit assurer Son pénible travail d'employée Pour apporter le vin à Pascal Sans qu'il cesse de se plaindre À l'homme à l'étrange sourire Du Déjeuner sur l'herbe. |

L'Aquitaine, toile de fond du tableau, accueillit, en 1985, l'étudiant Bill Pritchard à l'Institut d'études politiques de Bordeaux. Il n'y accomplit pas, paraît-il, le temps requis, mais il semble en revanche avoir beaucoup appris en sciences humaines durant les sept mois de son séjour.

#### Jerome K. Jerome et le charme anglais
Cet album lui permet également de rendre un double hommage au romancier Jerome K. Jerome : « Qui venait, lui aussi, de Walsall… Et puis, j'aimais son sens de l'humour très sec, typique des Midlands que j'adore. Beaucoup de gens s'imaginent qu'il n'a écrit que Trois hommes dans un bateau, alors qu'il a écrit plein de choses magnifiques ».
Pritchard, dès 1988, reste dubitatif devant l'Union européenne. Il fait l'état des lieux de la situation sociale de son pays avec I Wonder Why ? et Bitter Green (licence en sciences politiques oblige). Si Joséphine Baker voyait avec inquiétude se multiplier les exactions du Ku Klux Klan, lui, c'est déjà le mondialisme qu'il voit venir d'un mauvais œil depuis les États-Unis : « C'est l'exemple le plus écœurant d'un système entièrement contrôlé par l'argent, où un homme politique a par exemple financièrement le pouvoir de vie ou de mort sur un individu. Le problème est que si on laisse le pouvoir à Thatcher pendant encore dix ans, l'Angleterre va devenir aussi effrayante que les États-Unis » (chansons Wednesday et Homelessness).

### 1988:Parce queavec Daniel Darc
En 1988 sort l'album Parce que en collaboration avec Daniel Darc.

### 1989: Étienne Daho, producteur
Bill Pritchard est invité en 1988 par Étienne Daho dans l'émission télévisée Décibels : « Je ne le connaissais pas ; son nom m'évoquait, tout au plus, l'équipe de Saint-Étienne… Mais j'ai chez moi une bonne collection de disques de Françoise Hardy. De quoi vite tomber d'accord ». Si bien qu'ils décident que Daho produira son troisième album auquel Bill donne le titre correspondant à la durée de son premier mariage : Three Months, Three Weeks and Two Days. Les références de Bill sont plus littéraires que musicales. Il reprend un titre créé sur son précédent album enregistré avec Daniel Darc, We Were Lovers, dans lequel il cite Jean Genet. Les chansons nostalgiques évoquant la fuite du temps comme Tommy & Co, Sometimes, Cosy Evening et surtout Nineteen, chanson dédiée aux dames vieillissantes victimes des premiers symptômes de la maladie d’Alzheimer, voisinent avec les chansons contestataires où Bill Pritchard s'en prend violemment à Kenneth Baker, ministre, à l'époque, de l'Éducation du Gouvernement Thatcher : « Des types comme Kenneth Baker font des déclarations telles que « il faut montrer les convenances aux gens ». C'est tellement victorien, et très effrayant, car ça s'intensifie », mais aussi à Ronald Reagan et à Jean-Marie Le Pen ou bien encore aux États autocratiques. L'album est un succès qui s'inscrit au Top 50. Cerise sur le gâteau pour Bill : son idole Françoise Hardy a accepté de faire les chœurs dans sa chanson Tommy & Co : « Françoise a été formidable avec moi pendant l'enregistrement ».

### 1991:Jolie(Souvenir of Summer)
Après avoir évoqué son mariage d'une durée de « trois mois, trois semaines et deux jours » dans son précédent album, Bill Pritchard, deux ans plus tard, dans son album Jolie, confie qu'il a vécu quatre histoires d'amour, ce qu'il trouve déjà pas mal compte tenu des 26 ans qu'il vient d'avoir cette année-là, mais voilà que se faufilerait une cinquième (Number Five), ce qu'il fredonne dans le refrain :
Four times is not bad

For the 26 years I've had

But look out here is comes

Number five...
Mais, même dans un album dédié à de nostalgiques et amoureux souvenirs d'été (In the Summer et Souvenir of Summer), Bill Pritchard ne peut s'empêcher de se pencher sur la vie chagrinée de ses comparses, car si on vient au Gustave Cafe, ce n'est pas que pour boire un coup, c'est surtout pour parler de ce qui ne tourne pas rond :
Du couple bien

Qui a connu l’avortement

Aux délinquants rêveurs

Fourguant des montres factices...

Nous avons tous quelque chose à dire au Gustave Cafe...
L'album s'achève sur une situation dont il a peut-être été témoin, celle d'une mère de famille dévouée que le mari finira par quitter (The Lie that Tells the Truth) :
| In the week-end her family Well starched and sugary Her husband — what a witty man The house was his pulpit Until he's had enough of it And then the hungry husband ran Because... Oh because She is the lie that tells the truth Guilt can only hide you for so long. | Le week-end avec sa famille Bien amidonnée et tout sucre, Son mari — quel homme plein d’esprit, La maison était sa tribune Jusqu’à ce qu’il en ait assez Et, vorace, il finit par s'enfuir... Parce que... Oh parce que... Elle est le mensonge qui dit la vérité On ne peut cacher sa culpabilité aussi longtemps... |

Cet album a notamment été bien accueilli au Japon et au Canada.

### 1998:Happiness and Other Crimes
Après avoir produit l'album Le Voyage intérieur de Stan Cuesta en 1993, Bill Pritchard revient avec le bien nommé album Happiness and Other Crimes. Popnews écrit : « Une qualité mélodique rare et une production simple et discrète, de l'excellent et introductif Susan's Soho Parties à un Live a Little Longer beau à pleurer, avec lesquels Bill prouve qu'il n'a rien perdu de son talent d'écriture. Globalement assez « rock » (l'efficace Every Loser In London, premier single, Melody Said ou Hippy Hoorah, en français, avec son chorus bretonnant taillé pour les quotas de Oui FM), Happiness And Other Crimes n'en oublie pas les chemins de traverse, comme For the Good of the People et sa rythmique délicatement trip-hop ». Il y a aussi, en français dans le texte, Le Monde de Jimmy. Dans la tourmente ou l'euphorie, la maison de disques NCompass disparaît aussi vite qu'elle est née (faillite).

### 2005: le premier come-back
Après un silence radio de plusieurs années, c'est à l'initiative du français Thomas Deligny que Bill Pritchard reprend du service après avoir toutefois participé en 2002-2003, toujours à l'invite de Deligny et de ses productions Concorde Music Club, à l'album-concept Stereo-Fiction. Il y interprète In the Past, titre nostalgique sur l'enfance où la voix grave du chanteur se mélange aux ambiances cinématiques de Concorde Music Club. Ce titre est également accompagné d'une vidéo basée sur un habile montage d'images tournées à Tokyo et réalisée par Jean-Sébastien Deligny.
Dans son album, By Paris, by Taxi, by Accident, Bill Pritchard présente un recueil de chansons nostalgiques et tendres, souvenirs récurrents de sa vie parisienne, résident au mythique Hôtel Idéal de Montmartre, « la montagne sacrée » (sic). Il se remémore ses balades amoureuses dans les rues de Paris (Toi et Moi) du Sacré-Cœur à Montparnasse, de terrasses de café jusqu'au coude à coude sur le zinc avec le pompiste Caramel, tel une figure pittoresque sortie d'un film de Carné, disparu à jamais dans les brumes de Paname. À chacun ses rêves et obsessions : ceux de Bill Pritchard reviennent comme la mélancolie. Il s'émeut encore et toujours devant Une Parisienne qui n'est autre que son idole Françoise Hardy à laquelle il confie :
Je me souviens de toi en Courrèges et Yves Saint-Laurent

Quand tu chantais pour moi

Toutes ces chansons d’amour,

Triste, en 45 tours.

### 2014: le deuxième come-back
Tim Bradshaw, producteur de l'album Happiness and Other Crimes sorti en 1998, vient s'installer à quelques kilomètres de la demeure de Bill dans le Staffordshire. Après leur dernier contact qui remonte à environ 8 ans, c'est l'occasion de retravailler ensemble, ce qu'ils avaient déjà évoqué auparavant. Bill déclare : « Nous avons fait cet album essentiellement parce que nous sommes des copains et avons pensé que nous nous amuserions en le faisant. Sans la pression d'un label, nous l'avons exactement fait comme nous voulions. […] Le temps était venu de changer ma vie, c'est ce que reflète l'album et ses chansons. Et la venue impromptue de Tim coïncidait parfaitement avec ce moment-là. A Trip to the Coast est la fin d'une période et le commencement de la suivante. Un chapitre s'est fermé, un chapitre s'est ouvert »,,.
Le chroniqueur de À-découvrir-absolument note : « Le plus frenchy des compositeurs anglais délivre aujourd’hui dix chansons qui, en pleine orfèvrerie, sonnent justes, sensibles et habitées. Certes, l'inimitable voix de Bill Pritchard (un timbre n’ayant pas changé depuis 1988) renvoie à de beaux souvenirs ados en même temps qu'elle occasionne de nombreux frissons admiratifs ; mais la qualité des chansons justifie notre enthousiasme. […] Inversement donc à de nombreuses autres icônes indie-pop issues d’une époque révolue, Bill Pritchard, en 2014, conserve trois qualités essentielles : talent, crédibilité, sincérité ».
Bill Pritchard est interviewé en mars 2014 par Musik Please :

— Quel est le job alimentaire pour Bill Pritchard, chanteur/songwriter ou prof ? : « Je suis d’abord et principalement professeur, mais disons que la musique m’aide à améliorer l’ordinaire de temps en temps ».

— Avez-vous envisagé à un moment de votre « carrière » un succès populaire ou n’y avez-vous jamais vraiment cru ? : « Je n’ai pas idée de ce que ça veut dire vraiment. Ça doit être horrible d’être célèbre non ? »

— Quel a été le déclencheur pour l’enregistrement du dernier album ? : « J’ai joué dans une petite ville près de Cherbourg l’année dernière et le bassiste a entendu un nouveau morceau et m’a dit que je devais le sortir. Parallèlement à ça, un fan allemand m’a suggéré par mail de contacter Tapete Records. Ils ont aimé les chansons et ça a été réciproque. Le résultat a été A Trip to the Coast ».

— Allez-vous défendre votre nouvel album sur scène ? Avec quels musiciens ? : « Je répète avec un groupe en ce moment qui pourra jouer en Europe cette année. J’aime aussi jouer avec quelques musiciens français et j’espère pouvoir tourner avec eux. J’ai donné mon accord pour faire un concert hommage à Daniel Darc le 24 mai 2014 à Paris où je jouerai quelques-unes de mes chansons favorites de son répertoire dont au moins une de Parce que, un album que nous avons fait ensemble il y a très très longtemps ».

### 2016:Mother Town Hall, poésie urbaine
Tim Bradshaw (producteur), : « L'album s'est fait progressivement par bribes. Bill précise que « l'album précédent était une suite de voyages, tandis que celui-ci se concentre en un seul lieu, tant thématiquement qu'émotionnellement ». Les chansons sont du genre Bill Pritchard's classics : miroitement de guitares, chœurs à l'unisson pour chanter de manière émouvante de belles ballades avec le langage quotidien de personnages autant réels qu'imaginaires. L'un d'entre eux n'a qu'une fleur comme idéal féminin. Un autre qui, bien que ne lisant jamais et écrivant rarement, a tenu des propos qui sont devenus des leçons. Et finalement, celui du Vampire from New York qui a épousé un prêtre de Birmingham.
Bill Pritchard a peut-être été projeté quelque part ici, mais ses personnages jouent au paradis, et il s'est souvenu de celui qui, en dépit de critiques, est devenu une tête de proue. Quand j'ai demandé à Bill qui était cette personne, il a juste dit que c'était « un ami et un grand artiste qui est parti ». […] Assis sur un banc de Stoke sur la route de Cobridge (en), pouvez-vous être victorieux ? Vous le pouvez dans le monde de Pritchard. Dans quel monde étrange sommes-nous ! »

### Continuer, même si ça me détruit
— Bill, rêves-tu parfois d'être plus égoïste, de moins te préoccuper du monde ? : « Oui, ça rendrait ma vie plus facile. Beaucoup de gens pensent que je suis je-m'en-foutiste, mais je me fais beaucoup de souci pour les autres, pour plein de problèmes. Peut-être suis-je le seul à m'inquiéter pour certaines choses. J'aurais bien voulu me foutre de tout, être un nihiliste complet. Mais je ne peux pas, je ne suis pas comme ça. Je dois rester ici, même si ça me détruit. J'ai tendance à tout intérioriser et c'est pour cette raison que j'écris des chansons, pour expulser tout ça ».

— « Je pense toujours que tout est politique. Je ne prends plus position de façon ouverte, évidente, je préfère écrire de petites histoires à partir de diverses situations que de faire des commentaires sur l’état de la société. C’est davantage fondé sur l’observation ».

## Discographie (non exhaustive)

### Compilations
- 1986 : Future Tense, divers artistes, LP Third Mind Records TMLP 15.
Titres interprétés par Bill Pritchard (paroles et musiques de Bill Pritchard) : 1. Grey Parade — 2. Cecile — 3. The Invisible State — 4. Springtime in Prague.
- 1989 : The Death Of Bill Posters[Note 11], compilation de ses deux premiers albums Bill Pritchard (1987) et Half a Million (1988), 1 CD édité par deux labels, Third Mind Records TMCD04 (Royaume-Uni) et Midnight Music - CHIME 00.53/54CD (France-Belgique).

### Albums (LP et CD)
- 1986 : Berlin 1935, enregistrement commercialisé au format cassette audio (voir Discogs[17]), produit par Rod Beale. Cette cassette comprend 8 titres dont trois, Cecile, New Orleans et Grey Parade seront repris par Bill Pritchard dans ses enregistrements ultérieurs[Note 12]. On peut considérer cette cassette comme « l'album no 0 » de Bill Pritchard.
- Mai 1987 : 1er album studio, Bill Pritchard, produit par Rod Beale, vinyle 33 tours LP Third Mind Records TMLR19.
- Janvier 1988 : 2e album studio, Half a Million, produit par Bill Pritchard, vinyle 33 tours LP Third Mind Records TMLP23.
- 1988 : 3e album studio, Parce que, album-concept de Daniel Darc et Bill Pritchard, coproduction Daniel Darc/Bruno Donini/Bill Pritchard, 1 vinyle 33 tours LP BIAS 100, 1 CD BIAS 100CD, PIAS (pour l'anniversaire des 30 ans de l'album, réédition le 28 septembre 2018, remasterisé et augmenté de sessions inédites, label PIAS[18])
- 1989 : 4e album studio, Three Months, Three Weeks and Two Days, produit par Étienne Daho, 1 CD Midnight Music - CHIME 00.49CD. Cote Allmusic . Réédition augmentée pour l'anniversaire des 30 ans de l'album (sortie le 25 octobre 2019).
- 1991 : 5e album studio, Jolie, produit par Ben Rogan, Mike Roarty et Ian Broudie (en), 1 CD Remark Records/PIAS 847 787-2.
- 1998 : 6e album studio, Happiness and Other Crimes, produit par Tim Bradshaw, 1 CD Ncompass Records NCOMCD004.
- 2005 : 7e album studio, By Paris, by Taxi, by Accident, produit par Thomas Deligny, 1 CD AZ/Universal Music 982 896-3.
- 2014 : 8e album studio, A Trip to the Coast, produit par Tim Bradshaw, 1 CD TR 280-CD984002, 1 vinyle 33 tours LP TR 280-984001, MP3, Tapete Records (de). Cote Allmusic .
- 2016 : 9e album studio, Mother Town Hall, produit par Tim Bradshaw, 1 CD, 1 vinyle 33 tours LP TR 320-4015698001259, MP3, Tapete Records (de). Cote Allmusic .
- 2019 : 10e album studio, Midland Lullabies produit par Tim Bradshaw, 1 CD TR 427-4015698023534, 1 vinyle 33 tours LP TR 427-4015698023558, MP3, Tapete Records (de). Cote Allmusic .
- 2019 : 11e album studio, Rendez-vous Streets – Pritchard et Lo, coécrit, co-composé, produit et arrangé par Frédéric Lo, CD et 33 tours LP (Water Music)[Note 13].
- 2023 : 12e album studio, Bill Pritchard Sings Poems by Patrick Woodcock (sortie le 5 mai). « Patrick Woodcock, qui a écrit neuf livres de poésie et dont l’œuvre a été traduite en 14 langues, est un fan de Bill Pritchard depuis trois décennies et durant les longues et sombres journées de confinement. Il a contacté Pritchard pour lui demander s’il pouvait écrire une chanson basée sur l’un de ses poèmes. Début d’une grande amitié, entre le poète primé vivant près du cercle polaire et l’auteur-compositeur-interprète des Midlands, dont le présent album est issu. [...] Il contient 11 perles pop étincelantes de guitare qui prouvent que Pritchard est l’un des grands du genre aux côtés d’artistes comme Lloyd Cole ou Roddy Frame (en)[Note 14].» 1 CD 236772, 1 vinyle 33 tours LP 236771, Tapete Records (de).

### Singles (CD)
- 1989 : Tommy & Co — 1 CD Midnight Music — BIAS 104 CD. Paroles et musique de Bill Pritchard : 1. Tommy & Co (produit par Étienne Daho) — 2. New Orleans (produit par Scott Rodger et Bill Pritchard) — 3. Angelique (produit par Bill Pritchard) — 4. Pas de plaisanterie (produit par Rod Beale)..
- 1989 : Invisible State — 1 CD Midnight Music — DONG 54 CD. Paroles et musique de Bill Pritchard sauf La Ville (reprise), paroles et musique de Daniel Darc : 1. Invisible State (produit par Étienne Daho) — 2. La Ville (enregistrement live pour l'émission French Kiss de Radio 21) — 3. Déjeuner sur l'herbe (produit par Bill Pritchard) — 4. Pillow Talk (produit par Étienne Daho).
- 1991 : Jolie — CD Fnac Collector 4109 (2 000 exemplaires) sorti parallèlement et en complément de son album du même nom. Paroles et musique de Bill Pritchard : 1. Sweethearts — 2. Chantal — 3. Truly Blue.
- 1991 : Voulez-vous chanter Cohen ? — 1 CD Promo Les Inrockuptibles. Bill Pritchard reprend I'm Your Man (en) (autres interprètes : le groupe The Fatima Mansions (en) reprend Paper Thin Hotel, Peter Astor reprend Take This Longing, et Geoffrey Oryema reprend Suzanne).

### Collaborations
- 1989 : Un printemps 89, collection Les Inrockuptibles, 1 CD Virgin 30700. Compilation divers interprètes. Bill Pritchard reprend Sometimes en duo avec Étienne Daho (paroles et musique de Bill Pritchard).
- 1991 : I'm Your Fan, A tribute to Leonard Cohen, 1 CD Oscar / Atlantic 7 82349-2 et Columbia 469032-2. Divers interprètes. Bill Pritchard reprend I'm Your Man (en).
- 1993 : Le Voyage intérieur (plusieurs titres en écoute gracieusement offerte par Stan Cuesta), album de Stan Cuesta produit par Bill Pritchard, 1 CD Fnac Music Production 592 289.
- 1993 : L'Équipe à Jojo — Les chansons de Joe Dassin, 1 CD Le Village Vert VIVE003. Divers interprètes. Bill Pritchard reprend La Fleur aux dents.
- 1999 : A Tribute to Polnareff, 1 CD XIII Bis Records / EMI Music 520995-2. Divers interprètes. Bill Pritchard reprend Je suis un homme (paroles et musique de Michel Polnareff).
- 2002 : Stereo-Fictions, album-concept de Concorde Music Club, 1 CD XIII Bis Records / Twin Fizz Records 6402662. Divers interprètes. Bill Pritchard chante In the Past (paroles de Bill Pritchard et musique de CMC).
- 2003 : Alternative-Fictions, remix de l'album Stereo-Fictions, 1 CD XIII Bis Records / Twin Fizz Records. La chanson In the Past est remixée par Bassmati.